# 대한민국 국토건설단 (1963년)
대한민국 국토건설단(國土建說團)은 1963년 12월 제3공화국 출범 이후 설립된 수용 기관이다.
1962년 12월 31일부로 관계법령의 폐지와 함께 폐지되었지만 이후에도 국토건설단의 이름으로 병역 미필자, 불량배, 부랑아 등의 징집은 계속되었다. 이들은 각종 국토 개발 노역에 투입되었다. 울산, 제주도, 지리산, 강원도, 구례군, 다도해 등지에는 1970년대까지도 국토건설단이 존재했다고 한다.

## 같이 보기
- 국토건설단 (1960년)
- 국토건설단 (1962년)
- 국토건설단 (동음이의)
- 삼청교육대
- 대한민국 제3공화국